# Ivan Vidav

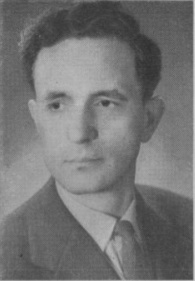
Ivan Vidav (1958)

Ivan Vidav (ur. 17 stycznia 1918 koło Triestu, zm. 6 października 2015) – słoweński i jugosłowiański matematyk.
Badał równania różniczkowe, analizę funkcjonalną i algebrę. Był członkiem Słoweńskiej Akademii Nauk i Umiejętności, a od 1988 roku Stowarzyszenia matematyków, fizyków i astronomów Słowenii. 
Laureat Nagrody Kidriča.